# زيزي بروسوبيو
زيزي بروسوبيو (بالبرتغالية: Zezé Procópio‏) (مواليد 12 أغسطس 1913) هو لاعب كرة قدم. يلعب مع منتخب البرازيل لكرة القدم. سبق له أن لعب في كأس العالم لكرة القدم مع منتخب بلاده.

## روابط خارجية
- زيزي بروسوبيو على موقع الاتحاد الدولي (مؤرشف)  (الإنجليزية)
- زيزي بروسوبيو على موقع ناشيونال فوتبول تيمز (الإنجليزية)
- زيزي بروسوبيو على موقع Soccerway.com (الإنجليزية)
- زيزي بروسوبيو على موقع عالم كرة القدم.نت (الإنجليزية)